# 不登校の日常
『不登校の日常』（ふとうこうのにちじょう）は、久遠まことによる日本の漫画作品である。

## 登場人物
早乙女 雨音（さおとめ あまね）
本作の主人公。高校2年の女子生徒だが不登校中。
早乙女 音晴（さおとめ おとは）
雨音の双子の姉。

## 書誌情報
- 久遠まこと『不登校の日常』KADOKAWA〈MFコミックス〉、全2巻
  - 1巻、2017年1月23日発売[1]、ISBN 9784040688206
  - 2巻、2017年7月22日発売[2]、ISBN 9784040694481